# Carl Gruner (Ingenieur)
Carl Gruner (* 2. Januar 1876 in Konstanz; † 25. Juni 1967) war ein deutscher Ingenieur und Stadtrat von Konstanz in der NS-Zeit. 

## Leben
Carl Gruner studierte Maschinenbau in Karlsruhe. Seit 1894 gehörte er der Karlsruher Burschenschaft Teutonia an. Von 1922 bis 1929 war er Direktor der AG für Maschinenbau in Konstanz, und von 1929 bis 1933 Liquidator dieser Firma und freiberuflicher Ingenieur. Zum 1. Oktober 1929 trat er der NSDAP bei (Mitgliedsnummer 166.062). Von 1933 an war er Stadtrat. Mitte März desselben Jahres warf er Fritz Arnold vor,  belastende Unterlagen verbrannt zu haben. Daraufhin kam Arnold in Untersuchungshaft und Gruner übernahm dessen Rolle als Leiter der Technischen Werke Konstanz.
Im Mai 1945 wurde er von der französischen Militärregierung abgesetzt. Danach war er Rentner.